# 삼성 S3370
삼성 S3370(Samsung S3370)은 삼성전자가 2010년에 출시한 휴대 전화이다.